# Liste des archevêques de Monrovia
 (février 2021).
Si vous disposez d'ouvrages ou d'articles de référence ou si vous connaissez des sites web de qualité traitant du thème abordé ici, merci de compléter l'article en donnant les références utiles à sa vérifiabilité et en les liant à la section « Notes et références ».
Liste des archevêques de Monrovia
(Archidioecesis Monroviensis)
La préfecture apostolique du Liberia est créée le 18 avril 1903, par détachement du vicariat apostolique du Sierra Leone.
Elle est elle-même érigée en vicariat apostolique le 9 avril 1934.
Ce dernier change de dénomination le 2 février 1950 pour devenir le vicariat apostolique de Monrovia. Il est érigé en archevêché le 19 décembre 1981.

## Liste des préfets apostoliques
- 6 février 1906-octobre 1910 : Stephen Kyne[1], préfet apostolique du Liberia, arrive à Monrovia le 8 octobre 1906.
- 3 janvier 1911-† 16 novembre 1931 : Jean Ier Ogé, préfet apostolique du Liberia.
- 26 février 1932-9 avril 1934 : John II Collins, préfet apostolique du Liberia.

## Liste des vicaires apostoliques
- 9 avril 1934-20 décembre 1960 : John II Collins, préfet apostolique du Liberia, puis de Monrovia (2 février 1950).
- 20 décembre 1960-28 octobre 1976 : Francis Carroll
- 28 octobre 1976-19 décembre 1981 :    Michael Francis (Michael Kpakala Francis)

## Liste des archevêques
- 19 décembre 1981-12 février 2011 : Michael Francis (Michael Kpakala Francis), promu archevêque.
- depuis le 12 février 2011-7 juin 2021 : Lewis Zeigler